# Observatorio Desert Eagle
El observatorio Desert Eagle (código IAU 333) es un observatorio astronómico aficionado privado situado cerca de Benson, Arizona, Estados Unidos. 
Está operado por William Kwong Yu Yeung. El propósito principal del observatorio es la observación y descubrimiento de asteroides, que incluyen, pero no están limitados a, los cometas y los asteroides cercanos a la Tierra (NEA). El observatorio ha descubierto 1 732 asteroides nuevos (aunque no todos están catalogados).
- Datos: Q3468663